# Stanley J. Korsmeyer
Stanley Joel Korsmeyer (* 8. Juni 1950 in Beardstown, Illinois; † 31. März 2005 in Boston, Massachusetts) war ein US-amerikanischer Onkologe und Krebsforscher.

## Leben
Korsmeyer erwarb einen Bachelor in Biologie an der University of Illinois at Urbana-Champaign und schloss sein Studium der Medizin an der University of Illinois in Chicago mit dem M.D. ab. Korsmeyer durchlief seine Facharztausbildung an den University of California Hospitals in San Francisco, bevor er von 1979 bis 1986 als Postdoktorand bei Philip Leder und Thomas Waldmann am National Cancer Institute arbeitete. Hier lernte er unter anderem die Techniken zur Herstellung rekombinanter DNA und leitete eine eigene Forschungsgruppe (senior investigator).
An der Washington University in St. Louis wurde Korsmeyer 1986 Professor für Innere Medizin und Leiter der Abteilung für molekulare Onkologie.
1998 ging Korsmeyer an das Dana-Farber Cancer Institute in Boston, wo er das Programm für molekulare Onkologie innerhalb der Abteilung für Krebs-Immunologie und AIDS leitete. Gleichzeitig hatte er Professuren für Pathologie und Innere Medizin an der Harvard Medical School inne. Seit Mitte der 1980er Jahre hatte Korsmeyer zusätzlich für das Howard Hughes Medical Institute (HHMI) geforscht.
Korsmeyer starb – als Nichtraucher – an Lungenkrebs. Er war verheiratet und hatte zwei Söhne.

## Wirken
Korsmeyer und Mitarbeiter entdeckten, dass das Protein Bcl-2 seine onkogene Wirkung nicht durch Steigerung der Zellteilung, sondern durch Hemmung der Apoptose (programmierter Zelltod) entfaltet. Er begründete die Lehrmeinung, dass die Empfänglichkeit für den Zelltod ein Ergebnis des Wettstreits zwischen pro-apoptotischen (wie Bcl-2-Antagonist-of-Cell-Death und Bax) und anti-apoptotischen Mitgliedern der Bcl-2-Familie ist. Mit eleganten Modellversuchen konnte er zur Klärung der Bedeutung eines gestörten Zelltodes bei Krebs, Immundefizienz, Autoimmunerkrankungen, Unfruchtbarkeit und verschiedenen degenerativen Erkrankungen beitragen.

## Auszeichnungen (Auswahl)
- 1993 Pasarow Award
- 1995 Mitgliedschaft in der National Academy of Sciences[1]
- 1998 Charles S. Mott Prize[2][3]
- 2000 Mitgliedschaft in der American Academy of Arts and Sciences[4]
- 2000 Louisa-Gross-Horwitz-Preis[5]
- 2002 Mitgliedschaft in der American Philosophical Society[6]
- 2002 Wiley Prize in Biomedical Sciences[7]
- 2003 George M. Kober Lectureship

Die American Society for Clinical Investigation (ASCI) vergibt den mit 10.000 US-Dollar dotierten Stanley J. Korsmeyer Award. Korsmeyer war 1998 der erste Träger dieses Preises, der bis 2005 ASCI Award hieß.